# 동강초등학교 (나주시)
동강초등학교는 대한민국 전라남도 나주시 동강면 인동리에 있는 공립 초등학교이다.

## 학교 연혁
- 1928년 4월 15일 동강공립보통학교(4년제) 개교
- 1931년 9월 1일 6년제로 개편
- 1938년 4월 1일 동강공립심상소학교로 개칭
- 1941년 4월 1일 동강공립국민학교로 개칭
- 1948년 9월 1일 동강국민학교로 개칭
- 1981년 3월 5일 병설유치원 개원
- 1996년 3월 1일 동강초등학교로 개칭
- 2000년 3월 1일 곡강분교장(구 동강북초등학교) 편입
- 2000년 3월 1일 동강남초등학교 통폐합
- 2011년 3월 1일 곡강분교장 통폐합
- 2017년 3월 1일 제25대 이형숙 교장 부임
- 2018년 2월 13일 제88회 졸업 (총 5,958명 배출)

## 참고 자료
- 동강초등학교 - 한국교육학술정보원 학교알리미